# Cornelia Froboess
Cornelia Froboess, née le 28 octobre 1943 à Wriezen, est une chanteuse de schlager devenue une actrice allemande.

## Biographie
Le compositeur Gerhard Froboess (de) et sa femme Margaretha, alors enceinte, fuient les bombardements sur Berlin en se réfugiant à Wriezen où naît Conny.

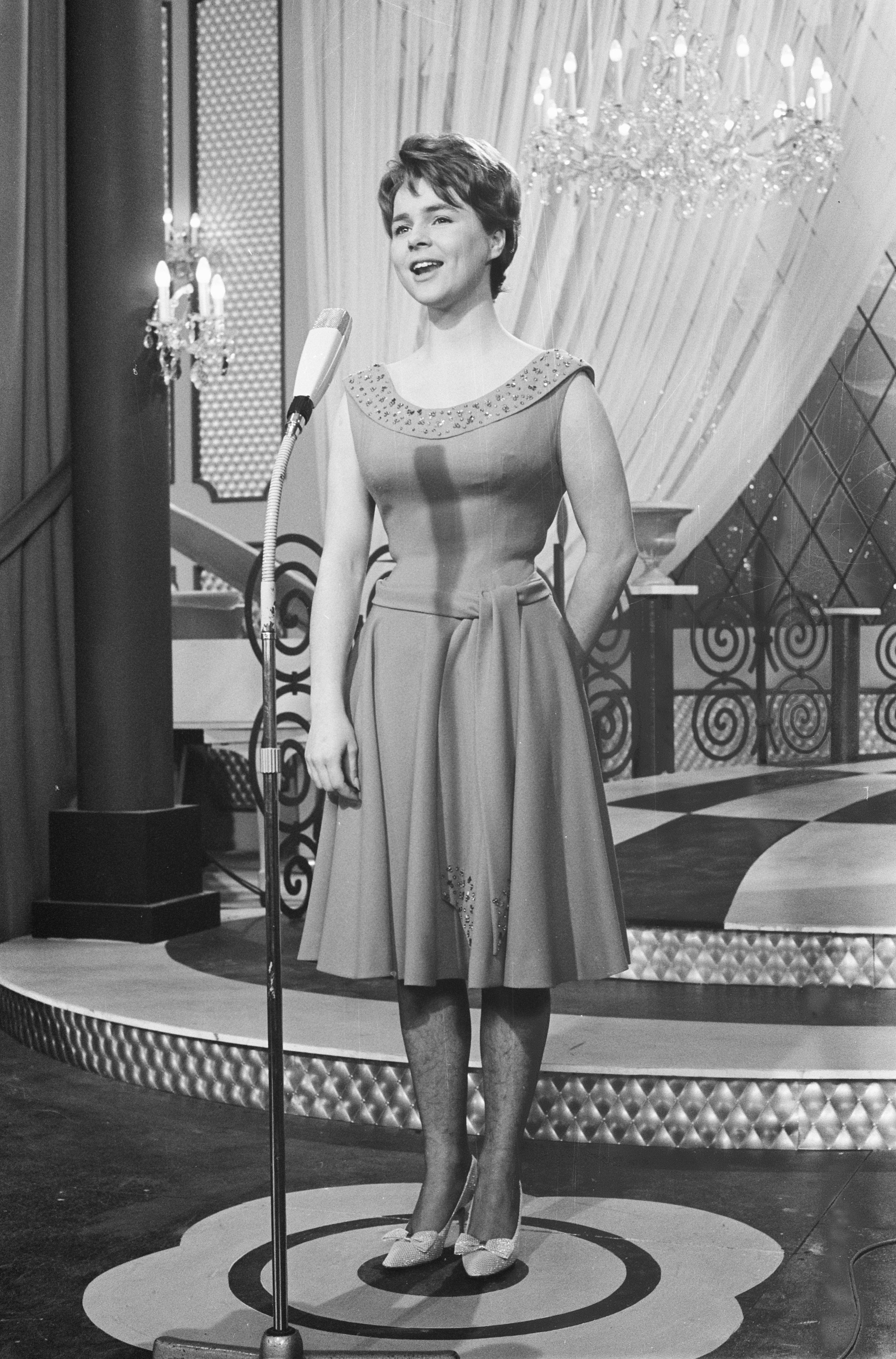
Cornelia Froboess au Concours Eurovision de 1962.

Elle commence sa carrière en 1951 avec Pack die Badehose ein, une chanson que son père a écrite pour le chœur d'enfants du Schöneberger Sängerknaben (de) mais que les responsables ont refusée. Elle devient une enfant star.
De 1959 à 1963, elle prend des cours de théâtre avec Marlise Ludwig (de) à Berlin. En 1962, elle interprète Zwei kleine Italiener qui devient numéro un des ventes et lui permet de représenter l'Allemagne au Concours Eurovision de la chanson 1962. Elle fait ce titre, même en néerlandais (Twee kleine Italianen), en italien (Un bacio all 'italiana) et en anglais (Gino).
Quand le rock'n'roll arrive en Allemagne, elle prend le surnom de Conny pour des titres mélangés avec le schlager comme I Love You Baby, Lippenstift Am Jacket ou Teenager Melodie. Elle fait des duos avec Peter Alexander, Rex Gildo, Will Brandes ou Peter Kraus. Son autre succès est Lady Sunshine und Mister Moon qu'elle chante aussi en néerlandais (Lady Sunshine en Mister Moon) ou en français (On peut bien dire),.
Mais peu à peu elle se retire de la chanson au milieu des années 1960. Elle publie son dernier disque en 1967.
Sa carrière musicale l'a amenée à une carrière dans le cinéma. Outre les autres jeunes stars de la chanson allemande, elle joue entre autres avec Peter Weck. Elle joue avec Peter Kraus un couple dans Conny und Peter machen Musik (de) qui est le plus grand succès de 1960. Ils jouent les adolescents idéaux, sages, gentils et chastes.
Puis elle se consacre à la même période au théâtre. Le 3 août 1967, elle épouse Hellmuth Matiasek (de), ancien directeur du Staatstheater Braunschweig et qui deviendra celui du Staatstheater am Gärtnerplatz de Munich, avec qui elle aura une fille et un fils. De 1972 à 2001, elle est un membre sociétaire de la Kammerspiele à Munich.
Elle reste populaire grâce à son rôle dans la série Praxis Bülowbogen (de) dans les années 1980. En 2010, elle fait partie du jury du 60e festival du film de Berlin.

## Filmographie
| - 1951: Sündige Grenze - 1952: Drei Tage Angst - 1952: Ideale Frau gesucht - 1952: Eine nette Bescherung (TV) - 1954: An jedem Finger zehn - 1954: Große Star-Parade (de) - 1955: Laß die Sonne wieder scheinen - 1958: Der lachende Vagabund (de) - 1958: Wenn die Conny mit dem Peter - 1959: Hula-Hopp, Conny (de) - 1959: Wenn das mein großer Bruder wüßte - 1959: Ja, so ein Mädchen mit sechzehn - 1960: Meine Nichte tut das nicht - 1960: Conny und Peter machen Musik (de) - 1960: Schlagerraketen – Festival der Herzen - 1960: Mein Mann, das Wirtschaftswunder - 1961: Junge Leute brauchen Liebe - 1961: Mariandl - 1961: Le Rêve de Lieschen Mueller - 1962: Le Caporal épinglé - 1962: L'Oiseleur - 1962: Mariandls Heimkehr - 1963: Der Musterknabe (de) - 1963: Sophienlund (TV) - 1963: Ist Geraldine ein Engel? - 1964: Hilfe, meine Braut klaut (de) - 1965: Wahn oder Der Teufel in Boston (TV) - 1965: Ein Wintermärchen (TV) - 1966: Wo wir fröhlich gewesen sind (TV) - 1966: Bei Pfeiffers ist Ball (TV) - 1967: Die Schule der Frauen (TV) - 1967: Im Ballhaus ist Musike – Ein Altberliner Tanzvergnügen (TV) - 1967: Rheinsberg (de) - 1968: Mathilde Möring (TV) - 1968: Im Ballhaus wird geschwoft (TV) - 1968: Die Wilde (TV) - 1969: Der Bürger als Edelmann (TV) - 1970: Der schwarze Graf (série télévisée) - 1971: Der Wald (TV) - 1971: Der Kommissar (série télévisée, un épisode) - 1972: Weh dem, der lügt (TV) - 1973: Liebe mit 50 (TV) - 1973: Crazy – total verrückt | - 1974: Auguste Bolte (TV) - 1975: Glückliche Reise (TV) - 1975: Polly oder Die Bataille am Bluewater Creek (TV) - 1977: Polizeiinspektion 1 (de) (série télévisée, un épisode) - 1978: Die literarische Filmerzählung: Geschichte einer Liebe (TV) - 1977–1993: Inspecteur Derrick (série télévisée, 6 épisodes) : - 1977 - Via Bangkok : Helga Renz - 1978 - Ute et Manuela : Ute Bilser - 1982 - Un piège pour Derrick : Maria Roth - 1988 - Fin d'une illusion : Helga Weinert - 1990 - Lissy : Lissy Stein - 1993 - Un papa modèle : Martha Scarletti - 1979: Noch ’ne Oper (TV) - 1979: Balthasar im Stau (TV) - 1980: Der Regenmacher (TV) - 1980–2010: Le Renard (série télévisée, trois épisodes) - 1981: Das Käthchen von Heilbronn oder: Die Feuerprobe (TV) - 1982: Le Secret de Veronika Voss - 1983: Un cas pour deux (série télévisée, un épisode) - 1986: Der Sommer des Samurai (de) - 1988: Faust – Vom Himmel durch die Welt zur Hölle (de) - 1990: Der kleine Prinz (TV) - 1994: Praxis Bülowbogen (de) (série télévisée, onze épisodes) - 1994: Alles außer Mord! (série télévisée, un épisode) - 1994: 1945 (TV) - 1994: Tag der Abrechnung – Der Amokläufer von Euskirchen (de) - 1994: Section K3 (de) (série télévisée, un épisode) - 1995: Fesseln (TV) - 1996: Angst hat eine kalte Hand (TV) - 1996: Der Sohn des Babymachers (TV) - 1996: Rex, chien flic (série télévisée, un épisode) - 1997: Paradis express - 1997: Koerbers Akte: Kleines Mädchen – großes Geld (TV) - 1997: Koerbers Akte: Tödliches Ultimatum (TV) - 1998: Wolff, police criminelle (série télévisée, un épisode) - 1999, 2004: Siska (série télévisée, deux épisodes) - 2000 : Hirnschal gegen Hitler (TV) - 2000 : Mon frère, cet idiot - 2000 : Polizeiruf 110: Totenstille (TV) - 2000 : Tatort: Mord am Fluss (TV) - 2001 : Anwalt Abel (de) (série télévisée, un épisode) - 2003 : Die Wilden Kerle (de) - 2004 : Die eine oder die andere (TV) - 2004 : Stärker als der Tod (TV) - 2004 : Villa Henriette (de) - 2009 : Soko brigade des stups (SOKO 5113) (série télévisée, un épisode) - 2010 : Die Schwester (TV) - 2011 : Eine halbe Ewigkeit (de) (TV) - 2013 : Whisper : Libres comme le vent |

## Prix
- 1973 : elle a gagné le Hersfeld-Preis